# Cenhermandal járás
Cenhermandal járás (mongol nyelven: Цэнхэрмандал сум) Mongólia Hentij tartományának egyik járása. Területe 3177 km². Népessége kb. 1750 fő.
Székhelye, Modot (Модот) 150 km-re fekszik Öndörhán tartományi székhelytől.